# Scott Clifton

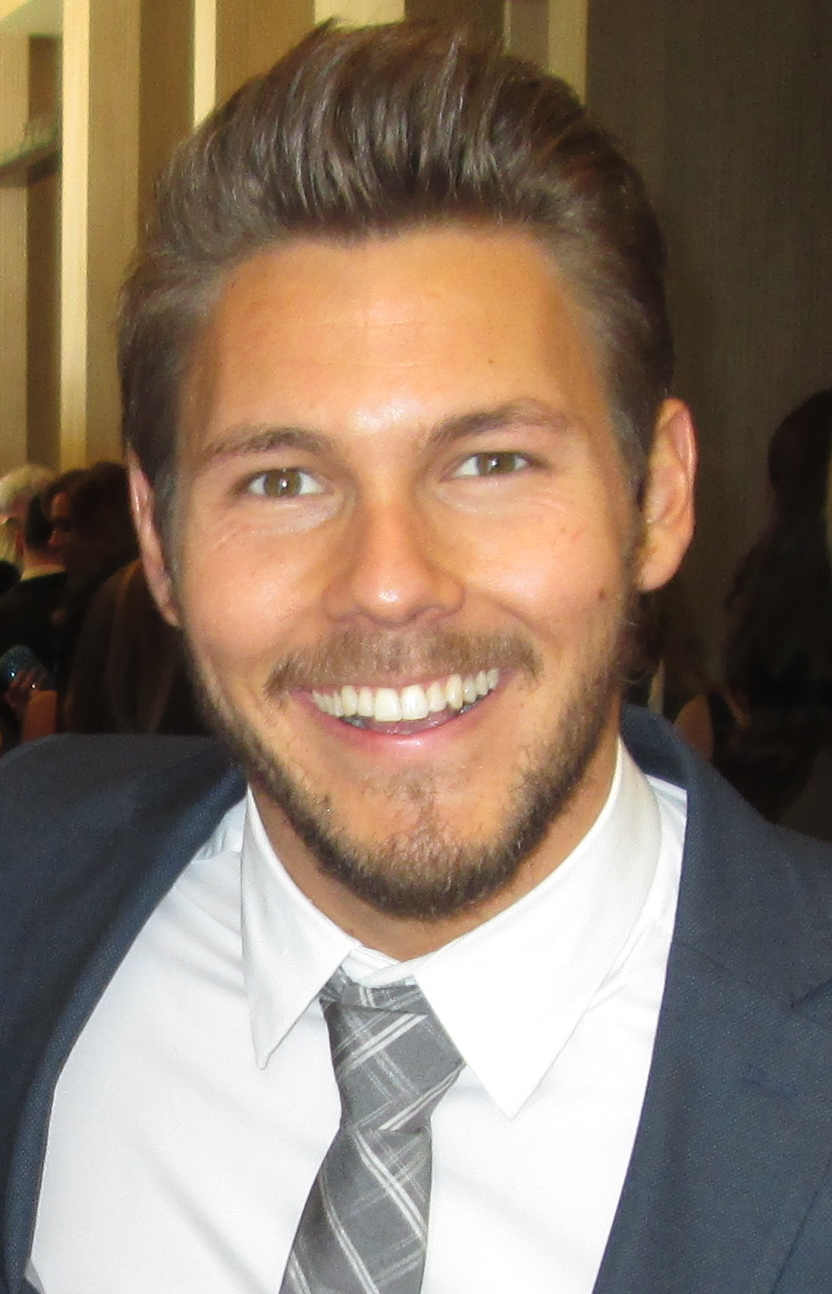
Clifton bei den 41. Daytime Emmy Awards

Scott Clifton Snyder (* 31. Oktober 1984 in Los Angeles, Kalifornien) ist ein amerikanischer Schauspieler. Er ist hauptsächlich bekannt für seine Rollen in mehreren Seifenopern.

## Karriere
Im Alter von 16 Jahren spielte Clifton in mehreren Werbespots mit. Es folgten kleinere Gastrollen in Fernsehserien wie Roswell.
Seitdem spielt Clifton hauptsächlich in Seifenopern mit.
Für seine aktuelle Rolle in der CBS-Seifenoper Reich und Schön wurde er 2011 und 2013 mit einem Daytime Emmy Award ausgezeichnet.

## Filmografie (Auswahl)
- 1999: Undressed – Wer mit wem? (Undressed, Fernsehserie, 1 Folge)
- 2001: Roswell (Fernsehserie, 1 Folge)
- 2002: Für alle Fälle Amy (Judging Amy, Fernsehserie, 1 Folge)
- 2003–2007: General Hospital (Fernsehserie)
- 2009–2010: Liebe, Lüge, Leidenschaft (One Life to Live)
- seit 2010: Reich und Schön (The Bold and the Beautiful)